# Ralph Gabriel
Ralph Gabriel (* 1971 in Salzburg) ist ein österreichischer Architekt, Kulturwissenschaftler und Autor.

## Leben
Gabriel studierte Architektur an der Technischen Universität Wien bei Erich Raith. Danach widmete er sich zeitweise dem Bau- und Verlagswesen. Seit 2000 arbeitet er an Ausstellungsprojekten in der Gedenkstätte Sachsenhausen in Oranienburg mit. Von 2005 bis 2006 war Gabriel Lehrbeauftragter am Otto-Suhr-Institut der Freien Universität Berlin zu gegenwärtigen Formen des Rechtsextremismus. Er promoviert über Architekten des SS-Bauwesens.
Seit 2006 ist Gabriel mit Bert Papenfuß und Norbert Kröcher Herausgeber der Berliner Zeitschrift TorTour und ist seit 2008 Mitglied des provisorischen Redaktionsrats der Zeitschrift floppy myriapoda. Gabriel lebt und arbeitet seit 2000 in Berlin und Wien.

## Publikationen (Auswahl)
- mit Ingo Grastorf, Tanja Lakeit, Lisa Wandt und David Weyand: Futur Exakt: Jugendkultur in Oranienburg zwischen rechtsextremer Gewalt und demokratischem Engagement, Berlin 2004, ISBN 3-89930-074-2.
- mit Elissa Mailänder-Koslov, Monika Neuhofer und Else Rieger: Lagersystem und Repräsentation: Interdisziplinäre Studien zur Geschichte der Konzentrationslager, Tübingen 2004, ISBN 3-89295-745-2.
- mit Günter Morsch (Hrsg.), Richard Toovey (Übers.): Mord und Massenmord im Konzentrationslager Sachsenhausen: 1936–1945, Metropol, Berlin 2005, ISBN 3-936411-93-X.
- mit Jirka Pfahl: HNO3, Gutleut Verlag, Frankfurt am Main 2008, ISBN 978-3-936826-44-9[1]
- mit Ariane Sept, Uwe Kutscher und Jörg-Andreas Sausel: Der U-Bahnhof Berlin Alexanderplatz. Hrsg.: Berliner Verkehrsbetriebe u. a., Berlin 2008.

## Preise / Stipendien (Auswahl)
- 2003 IFK Jubiläumsstipendium für das Forschungsprojekt „Baumeister des Schwarzen Ordens“
- 2005 Herbert-Steiner-Preis für Forschungen über Widerstand / Verfolgung / Exil in der Zeit des Nationalsozialismus[2]